# Bosse-Werft

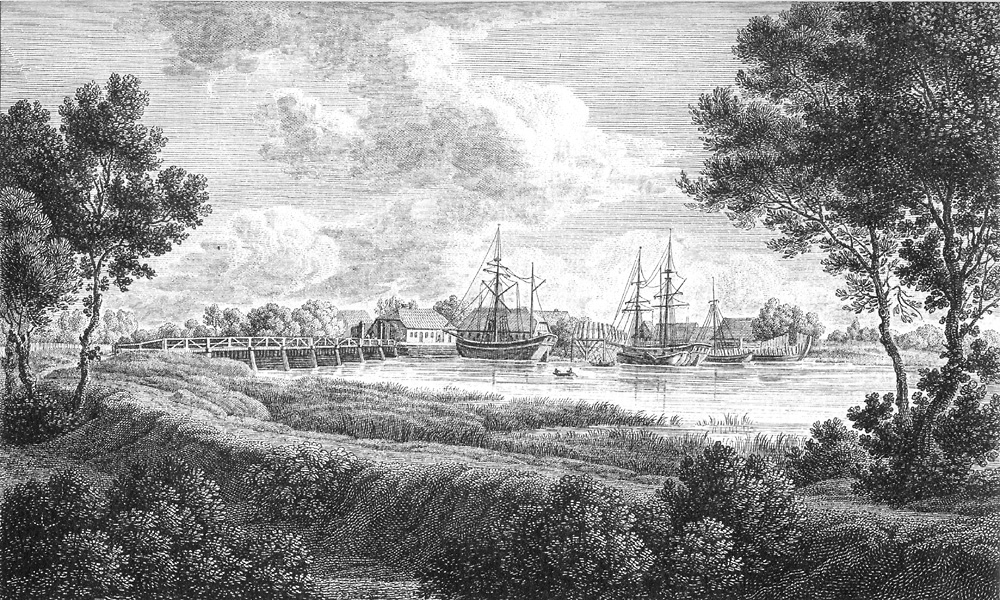
Fertige und im Bau befindliche Schiffe der Bosse-Werft an der Lesum im Jahr 1818/1819. Bild von Anton Radl (1774–1852)

Die Bosse-Werft war eine Schiffswerft in Bremen-Burg an der Lesum.

## Geschichte
Der Hauptmann P. L. Bock von Wülfingen legte in Burg, welches seit 1715 zu Hannover gehörte, einen Schiffbauplatz an und verpachtete diesen ab circa 1780 an den Schiffszimmermannbaas Hinrich Bosse (1. Oktober 1734 bis 20. November 1811). Bosse hatte das Schiffbauhandwerk vermutlich in Holland oder von holländischen Schiffbauern erlernt. Ab 1784 trat Bosse direkt in den Pachtvertrag mit der hannoverschen Kammer ein und baute das Werftgeschäft weiter aus. Ab 1803 wurde der Werftplatz bremisch und ab 1825 nahm der Schiffbau einen bedeutenden Aufschwung.
Nach dem Tod des Gründers wurde der Betrieb von seinem Sohn Hinrich (1771–1841) weitergeführt. Ab 1841 übernahmen die Brüder Johann Hinrich (1814–1882), Hinrich (1821–1899), Hermann Dittrich (1825–1894). Das Unternehmen firmierte ab diesem Zeitpunkt unter J. H. Bosse. In der Zeit von 1842 bis 1861 unterhielten die Brüder Bosse einen Zweitbetrieb an der Geeste in Bremerhaven für Schiffsreparaturen. Auch andere Bremer Werftunternehmer wie Peter Sager, Johann Lange und Hermann Friedrich Ulrichs unterhielten in dieser Zeit Zweitbetriebe an der Geeste.
Zu den Stammkunden der Bosse-Werft gehörten unter anderem die Bremer Kaufleute und Reeder W. A Fritze sowie C. Melchers.
Seit den 1860er Jahren firmierte die Werft unter Gebrüder Bosse. Schwerpunkt der Werft war der Bau von hölzernen Segelschiffen. Insgesamt wurden bis 1869 über 100 Schiffe auf der Bosse-Werft gebaut. Die Zahl der Werftmitarbeiter lag in der Spitze bei 200.
Mit Ende des Holzschiffbaus und durch den zu geringen Tiefgang der Lesum für die immer größer werdenden Segelschiffe endete das Werftgeschäft der Familie Bosse. Das Werftunternehmen wurde in ein Sägewerk und später in ein Furnierwerk umgewandelt.

## Schiffe
Die folgende Aufzählung enthält einige der Schiffe, die auf der Bosse-Werft gebaut wurden:
- Die Frau Adelheid (Galiot, 1780), das erste Schiff der Werft
- Comet (Bark, 1834), C. Melchers & Co, Bremen
- Pfeil (Schoner, Fruchtfahrt Mittelmeer nach Nordeuropa, 1836)
- Lesmona (Brigg, 1840), W. A. Fritze & Co, Bremen
- Mozart (Vollschiff, Walfänger, 1842), H.H.Meier & Co, Bremen
- Kanonenboot No.6 (1848), Deutscher Bund
- Perle (Bark, 1856), Georg Bosse (1816–1875), Bruder der Werfteigner, Bremen
- Johann Gottfried (Schonerbark 1861), D. Knoop, Bremen
- Oder (Vollschiff, 1868), eines von zwei Segelschiffen, welches die HAPAG-Reederei aus Hamburg an der Weser bauen ließ
- Engelbert (Bark, 1869), das letzte Schiff der Werft für E. Walte, Bremen